# Liliy
Liliyo este o comună din regiunea Soubre, Coasta de Fildeș.